# Олимпик (полуостров)
Олимпик (англ. Olympic Peninsula) — полуостров в США, занимающий запад и северо-запад штата Вашингтон, находится к северо-западу от столицы штата Олимпия и к западу от Сиэтла.
С континентом полуостров соединён с юга. На востоке берега Олимпика омывают воды фьорда Худ-Канал, части залива Пьюджет-Саунд, с запада — Тихого океана. К северу расположен пролив Хуан-де-Фука, разделяющий полуостров с островом Ванкувер. Береговая линия Олимпика сильно изрезана.
В центральной части полуострова расположен национальный парк Олимпик, где произрастают дождевые леса умеренного климата.
Полуостров гористый, особенно в центральной части. Высочайшая точка полуострова — гора Олимпус (англ. Mount Olympus), высота над уровнем моря которой достигает 2427 м. На полуострове также множество небольших озёр и горных речек.
На полуострове находится также и самая западная точка «континентальных штатов» США — мыс Алава.
Самый крупный населённый пункт на полуострове — город Порт-Анджелес (18,3 тыс., 2000).